# Peace Arch Park
Der Peace Arch Park liegt auf der Grenze zwischen dem US-Bundesstaat Washington und der kanadischen Provinz British Columbia, unmittelbar am westlichen Ende der transkontinentalen Festlandsgrenze beider Staaten. Da es sich um einen über Grenzen hinweg reichenden Park handelt, wird er zu den Peace Parks gezählt.
Der Park besteht aus dem Peace Arch State Park mit einer Fläche von 9 Hektar auf der Seite der Vereinigten Staaten und dem Peace Arch Provincial Park mit einer Fläche von 8,1 Hektar auf der kanadischen Seite. Benannt ist der Park nach dem 1921 errichteten Friedensmonument Peace Arch.
Bei dem Park handelt es sich um ein Schutzgebiet der Kategorie II (Nationalpark).